# Uracanthus maleficus
Uracanthus maleficus là một loài bọ cánh cứng trong họ Cerambycidae.